# Climat du Loiret

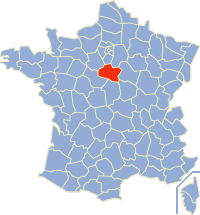
Le Loiret (en rouge) sur une carte de la France métropolitaine

Cet article concerne le climat du Loiret qui décrit la climatologie et la météorologie du département français du Loiret.
Dans le Loiret, le climat est tempéré de type océanique dégradé se caractérisant par des hivers doux et pluvieux, et des étés frais et relativement humides.

## Réseaux des stations météorologiques du Loiret

### Le réseau deMétéo France
En 2012, le réseau de 44 stations météorologiques déployé dans le département du Loiret par l'organisme français de météorologie Météo-France possède l'organisation suivante :
- une station météorologique synoptique de niveau 0 à Bricy
- trois stations automatiques de niveau 2 à Amilly, Melleroy et Villemurlin ;
- 38 stations manuelles de niveau 4, d'ouest en est à Baccon, Patay, Baule, Ligny-le-Ribault, Saint-Hilaire-Saint-Mesmin, Trinay, Fleury-les-Aubrais, Orléans, La Ferté-Saint-Aubin, Chécy, Marcilly-en-Villette, Menestreau-en-Villette, Loury, Greneville-en-Beauce, Chilleurs-aux-Bois, Intville-la-Guétard, Pithiviers-le-Vieil, Chambon-la-Forêt, Combreux, Saint-Benoit-sur-Loire, Manchecourt, La Neuville-sur-Essonne, Beaune-la-Rolande, Lorris, Coullons, Ladon, Gien, Les Choux, Châtillon-sur-Loire, Cepoy, Montargis, Nogent-sur-Vernisson, Ouzouer-sur-Trézée, Châtillon-Coligny, Bonny-sur-Loire, Ferrières-en-Gâtinais, Chuelles, Douchy.

### Stations amateurs
Le département du Loiret compte deux stations du réseau StatIC (réseau des stations amateurs en ligne d'Infoclimat) au sud-est d'Orléans, l'une à Saint-Cyr-en-Val, l'autre à Sandillon.
Un pluviomètre est implanté à Jouy-le-Potier.

## Données climatiques à la station d'Orléans-Bricy
La station météorologique d'Orléans-Bricy (47° 59′ 12″ N, 1° 44′ 54″ E, altitude : 125 m) est la seule station professionnelle du département du Loiret (type synoptique, niveau 0). Elle se situe au nord-ouest d'Orléans.
Les données météorologiques consignées dans les tableaux ci-dessous représentent les moyennes relevées sur une période de 30 ans, de 1961 à 1990.
Les hivers sont doux (3 à 4 °C) et pluvieux, et les étés frais (16 à 18 °C) et relativement humides. La température moyenne est de 10 à 11 °C sur l'année. Les précipitations se répartissent équitablement sur tous les mois de l'année avec une légère pointe au mois de mai. Le pic d'insolation est observé au mois de juillet. L'influence océanique est prépondérante dans le climat du Loiret, cependant, par rapport à la façade atlantique, située à un peu plus de 400 km, les hivers y sont légèrement plus froids, les étés un peu plus chauds, les précipitations un peu moins abondantes et les vents plus faibles.
| Mois                              | jan. | fév. | mars  | avril | mai   | juin  | jui.  | août | sep.  | oct.  | nov. | déc. | année   |
| --------------------------------- | ---- | ---- | ----- | ----- | ----- | ----- | ----- | ---- | ----- | ----- | ---- | ---- | ------- |
| Température minimale moyenne (°C) | 0,3  | 0,8  | 2,2   | 4,3   | 7,8   | 10,7  | 12,6  | 12,3 | 10,3  | 7,3   | 3,3  | 1,1  | 6,1     |
| Température moyenne (°C)          | 3,1  | 4,2  | 6,6   | 9,3   | 12,9  | 16,2  | 18,5  | 18,2 | 15,8  | 11,7  | 6,6  | 3,8  | 10,6    |
| Température maximale moyenne (°C) | 5,9  | 7,6  | 10,9  | 14,3  | 18,1  | 21,6  | 24,4  | 24   | 21,2  | 16,2  | 9,9  | 6,5  | 15,1    |
| Ensoleillement (h)                | 58,5 | 85,2 | 134,7 | 176,6 | 206,7 | 230,4 | 252,2 | 225  | 180,3 | 129,5 | 74,6 | 50,7 | 1 804,5 |
| Précipitations (mm)               | 55,2 | 49,7 | 51,8  | 47,9  | 65,8  | 47,5  | 52,4  | 45,3 | 49,3  | 57,9  | 60,1 | 54,3 | 637,2   |
| Humidité relative (%)             | 89   | 85   | 79    | 74    | 76    | 74    | 72    | 72   | 77    | 84    | 89   | 90   | 80      |

| Diagramme climatique                                  |            |             |             |             |              |              |            |              |             |            |            |
| J                                                     | F          | M           | A           | M           | J            | J            | A          | S            | O           | N          | D          |
| 5,90,355,2                                            | 7,60,849,7 | 10,92,251,8 | 14,34,347,9 | 18,17,865,8 | 21,610,747,5 | 24,412,652,4 | 2412,345,3 | 21,210,349,3 | 16,27,357,9 | 9,93,360,1 | 6,51,154,3 |
| Moyennes : • Temp. maxi et mini °C • Précipitation mm |            |             |             |             |              |              |            |              |             |            |            |

| Mois                              | jan. | fév. | mars | avril | mai  | juin | jui. | août | sep. | oct. | nov. | déc. | année |
| --------------------------------- | ---- | ---- | ---- | ----- | ---- | ---- | ---- | ---- | ---- | ---- | ---- | ---- | ----- |
| Température minimale moyenne (°C) | 0,9  | 1,1  | 2,8  | 4,4   | 8,3  | 11   | 13,1 | 12,9 | 10,3 | 7,4  | 3,5  | 2    | 6,5   |
| Température moyenne (°C)          | 3,7  | 4,5  | 7,2  | 9,4   | 13,5 | 16,4 | 19   | 19   | 15,7 | 11,7 | 6,8  | 4,6  | 10,9  |
| Température maximale moyenne (°C) | 6,4  | 7,9  | 11,6 | 14,4  | 18,6 | 21,7 | 24,8 | 25   | 21,1 | 15,9 | 10,1 | 7,2  | 15,4  |
| Ensoleillement (h)                | 65   | 88   | 136  | 160   | 211  | 195  | 217  | 237  | 166  | 113  | 56   | 58   | 1 710 |
| Précipitations (mm)               | 52   | 50   | 47   | 49    | 67   | 45   | 54   | 40   | 56   | 62   | 56   | 58   | 636   |

| Diagramme climatique                                  |          |           |           |           |          |            |          |            |           |           |        |
| J                                                     | F        | M         | A         | M         | J        | J          | A        | S          | O         | N         | D      |
| 6,40,952                                              | 7,91,150 | 11,62,847 | 14,44,449 | 18,68,367 | 21,71145 | 24,813,154 | 2512,940 | 21,110,356 | 15,97,462 | 10,13,556 | 7,2258 |
| Moyennes : • Temp. maxi et mini °C • Précipitation mm |          |           |           |           |          |            |          |            |           |           |        |

## Voir aussi

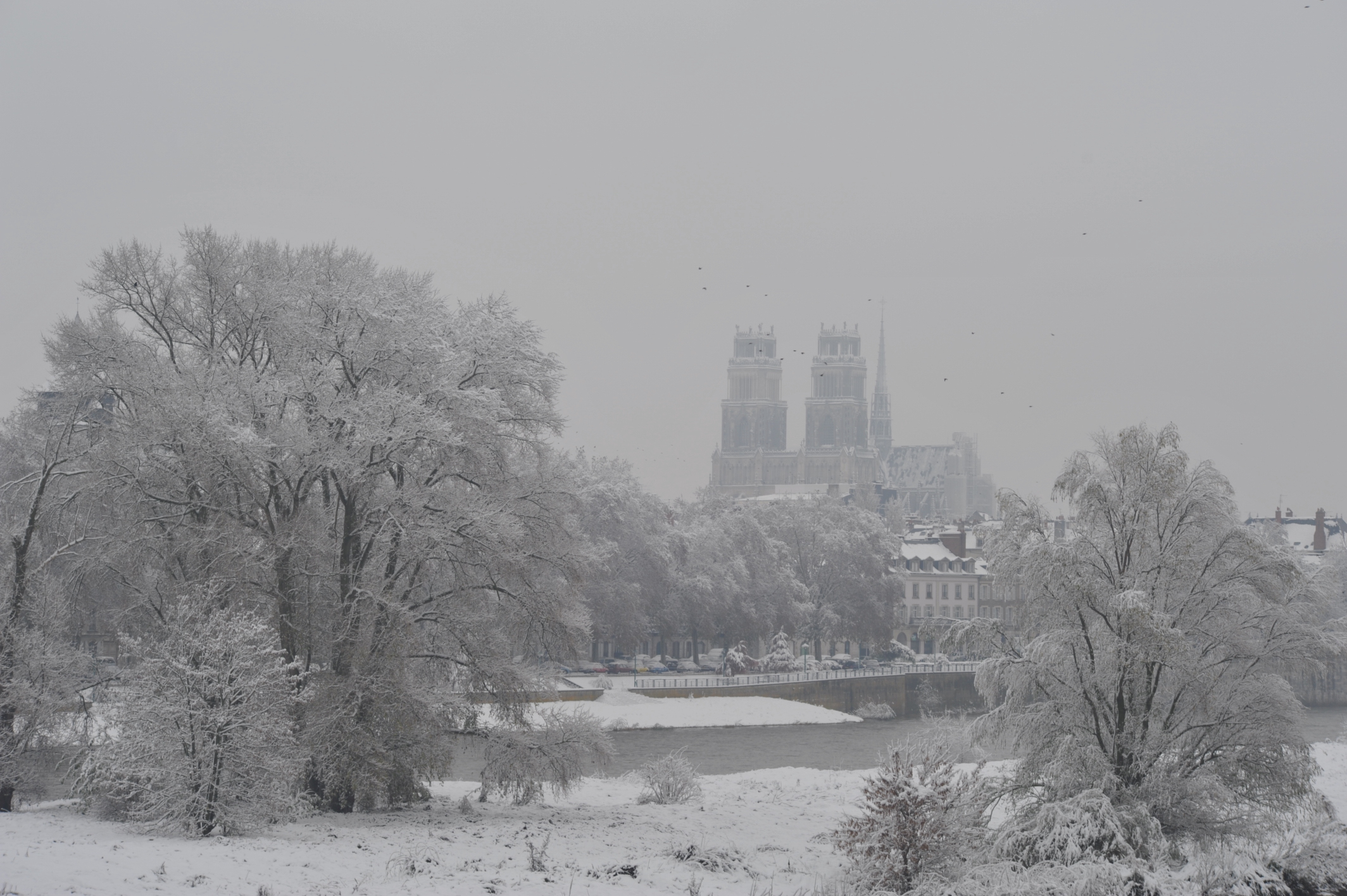
Orléans sous la neige, un évènement climatique relativement rare